# Bransford
Bransford – wieś w Anglii, w hrabstwie Worcestershire, w dystrykcie Malvern Hills. Leży 8 km na południowy zachód od miasta Worcester i 168 km na północny zachód od Londynu.